# 멕시코 마약 전쟁
멕시코 마약 밀매와의 전쟁(스페인어: guerra contra el narcotráfico en México), 줄여서 마약 전쟁(guerra contra el narco)은 세력 다툼을 벌이고 있는 라이벌 마약 카르텔들과 그들을 제압하려는 멕시코 정부군과 시민 자경단 간에 현재 진행 중인 무장 충돌을 일컫는다. 2006년, 멕시코 군부가 개입하면서 정부의 최선의 과제는 마약과 관련된 모든 폭력을 종식시키는 것이었다. 정부는 강력한 마약 카르텔들을 와해시키는 것을 첫 번째 목표로 삼았으며 마약 밀매를 방지하는 것은 미국 정부가 알아서 해야 하는 것이었다.
멕시코의 마약 카르텔, 혹은 마약 밀매 조직들은 이미 수 십 년간 존재해 오고 있었으나 1990년대 콜롬비아의 칼리와 메데인 카르텔의 몰락을 기점으로 보다 강력해졌다. 멕시코 마약 조직들은 현재 불법 마약 도매 시장을 지배하고 있으며 2007년에는 미국으로 들어오는 코카인의 90%를 공급하였다. 거대 조직인 티후아나와 걸프 카르텔의 중심 인물들이 검거되었으나 이는 오히려 더 심각한 폭력 사태들을 초래하였고 미국으로의 밀매 경로를 차지하고자 하는 카르텔들의 경쟁이 더 심해졌다.
해마다 불법 마약 도매로 얻는 수익은 136억 불에서 494억 불 정도로 추산된다. 펠리페 칼데론 대통령의 임기가 끝날 때까지 멕시코 마약 전쟁으로 인한 공식적인 사망자 수는 최소한 6만여 명으로 추산되고 있다. 그러나 수많은 실종자들의 수를 감안할 때 최소 10만여 명이 살해된 것으로 추산된다.

## 배경
지정학적인 위치 탓에 멕시코는 멕시코 자체뿐 만이 아니라 남미나 다른 지역으로부터 미국으로 향하는 마약, 불법 이민자들, 밀수품들이 통해갈 수 밖에 없는 장소였다.
멕시코는 미국의 금주령 시대의 알코올 공급처였고, 1933년 금주법이 폐지되자 불법 마약 거래국이 되었으며, 1960년대 말에 이르러서는 멕시코 마약 밀매업자들이 대량으로 밀수를 시작하게 되었다.
1980~1990년대 초반에는 콜롬비아의 파블로 에스코바르가 코카인 수출의 주역이었으며 그는 전 세계에 걸친 조직 범죄 네트워크와 일하였다. 남부 플로리다와 캐리비안 연안 국가들에 대한 감시가 심해지자 콜롬비아 조직들은 멕시코의 마약 운송 업자들과 손을 잡고 멕시코를 통해 코카인을 미국으로 밀반입하기 시작했다.
이는 이미 멕시코 마약업자들이 오랜 기간 헤로인과 대마의 주된 공급자로서 콜롬비아 업자들을 도와 사업을 할 조직이 완비되어 있었기에 쉽게 가능한 일이었다. 1980년 중반까지 멕시코 운송 조직들은 콜롬비아 코카인을 운송하는 데에서 잘 정비되고 믿을만한 세력이었다. 처음에 멕시코 업자들은 운송 업무의 대가만 현찰로 받았었는데 1980년 후반에는 '물건'으로 운송비를 대신하는 협약을 맺기도 했다.
멕시코 운송조직들은 보통 코카인 밀수 운송 건당 35 ~ 50%의 보수를 받았다. 이러한 상황은 멕시코 조직들이 코카인의 운송뿐만이 아니라 유통에도 관여할 수 있게 해주었고, 결과적으로 쉽게 건드릴 수 없는 마약 밀수 조직이 되어 버렸다. 현재 시날로아 카르텔과 걸프 카르텔이 콜롬비아로부터 전 세계의 시장으로 코카인을 밀수하고 있다.
시간이 경과함에 따라 여러 카르텔들의 세력 균형은 바뀌고 있다. 신규 조직이 부상하고 오래된 조직은 와해되었다. 조직의 리더가 체포되거나 살해당해 시스템이 분열되는 경우 권력의 부재를 틈타 세력을 확장하기 위한 조직 간의 혈투는 더욱 거세어진다. 때로 공권력의 개입으로 특정 카르텔의 지휘 세력이 체포되거나 하는 경우가 있는데 카르텔들은 이런 기회를 포착하기 위해 상대 조직을 단속하도록 정부 관리를 매수하거나 다른 조직의 정보를 정부나 DEA에 흘려 치명타를 입히기도 한다.
폭력이 심해지는 데에는 많은 이유들이 있겠지만, 멕시코 시티의 보안 분석가들은 이러한 재앙이 제도 혁명당이 주도하던 정부와 마약 밀매상들의 암묵적인 합의가 깨진 데에서 비롯되었다고 생각한다. 제도 혁명당은 1980년대 후반부터 정치력을 잃기 시작했다.
라이벌 조직 간의 폭력 행위는 1989년 코카인 사업을 하던 미겔 앙헬 펠릭스 가야르도의 검거 이후부터 본격적으로 심해졌다가 1990년대에는 잠시 소강상태로 접어들었다. 그러나 2000년도부터 점차적으로 심각해져 가고 있다.

### 비센테 폭스의 집권기
2000년도에 대통령 비센테 폭스가 타마울리파스의 누에보 라레도에 군대를 파견하여 조직을 진압하기 시작하면서부터 폭력이 다시 난무하게 되었다. 2005년도 1월에서 8월까지 누에보 라레도에서만 걸프와 시날로아 카르텔간의 싸움으로 약 110명이 살해당했다. 같은 해 미초아칸에서는 '라 파밀리아 미초아카나'가 조직되면서 폭력이 증가하였다.

### 마약의 출처와 소비
1980년대 이후 멕시코가 불법 마약시장에서 제조 및 운송에서 더 큰 역할을 하게 되자 멕시코 내에서도 마약을 쉽게 구할 수 있게 되었다. 이전 수 십 년간은 마약의 소비는 사회, 경제적으로 높은 지위에 있는 사람들이나 지식인, 예술가 등에 국한되어 있었고 일반 대중에게는 그리 퍼져있지 않았다.
많은 경우 미국으로 가는 마약 운송이 멕시코 국경 마을에서 지연되었고 이로 인해 그 지역의 마약 소비를 촉진한 것으로 보인다. 2001년 9월 11일의 테러 사건과 함께 국경 통제가 심해지자 미국으로의 코카인 수출량이 줄어들었다, 이로 인해 업자들은 코카인의 유통 경로에 있는 지방(특히 멕시코 국경지대)에서 더 싼 값에 판매하게 되었다. 멕시코 내의 마약 소비량이 늘자 마약 중독 치료에 대한 수요도 동시에 늘어났다. 멕시코 내 불법 마약의 소비는 미국이나 캐나다에 비하면 여전히 낮은 수준이다.
멕시코는 마약의 주된 생산국이자 통과국으로서, 미국으로 들어오는 대마의 주된 공급처이며 많은 양의 필로폰 공급처이기도 하다. 카르텔들의 수입 절반 정도가 대마 판매에서 나온다. 헤로인 생산량 자체는 많지 않지만 미국에서 유통되는 물량의 많은 부분을 공급하고 있다.
멕시코 카르텔들은 미국에서 유통되는 수입 마약의 거의 70%를 판매하고 있다. 미 국무부에 따르면 콜롬비아가 주 생산국인 헤로인의 90%가 멕시코를 통해서 유입되고 있다. 나머지는 볼리비아와 페루 등을 통해서 들어온다. 멕시코 마약 운송업자들은 미국이 전신환 거래에 대한 감시를 강화하자 마약 판매대금을 현금으로 승용차나 트럭에 숨겨 멕시코로 반입하기 시작했다.

### 기회의 박탈
멕시코 마약 전쟁이 계속되는 데 있어 또 다른 중요한 요소는 멕시코 청년들, 특히 저학력층의 청년들이 제대로 된 일자리를 찾을 수 있는 기회가 제한적이라는 것이다. 문맹과 낮은 교육 수준은 과거부터 계속된 문제였다. 예를 들자면 1960년대에는 실질적인 대다수의 멕시코인들이 읽고 쓰지를 못했기 때문에 멕시코시티의 지하철에는 글자 대신 각 역 별로 식별 가능한 표시를 할 수 밖에 없었다.
세계 경제학 포럼에 따르면 멕시코는 2009년에 GDP의 5.3%를 교육에 투자하였는데 이는 상대적으로 높은 비율이었다. 하지만 개인과 국가의 경제적인 기회 측면에서 본다면 그 결과가 여전히 제한적으로 남아있다. 이와 같은 교육의 문제로 나타난 것이 '로스 니니스'(ni trabajan ni estudian / 일도 안하고 공부도 안 하는 사람들)이다. 이들은 수백 만의 빈곤층 낙오자들이며 많은 수가 카르텔의 전투원이 되고 만다.

## 멕시코 카르텔

### 기원
멕시코의 모든 마약 카르텔의 근원은 전직 멕시코 사법부 연방 경찰 요원이었던 미겔 앙헬 펠릭스 가야르도(일명 갓 파더)로 거슬러 올라가야 한다. 그는 1980년 과달라하라 카르텔을 조직하였으며 1980년대를 주름잡으며 멕시코-미국 국경을 통하는 모든 마약밀매사업을 지배했었다.
그는 대마와 아편을 미국으로 밀수하는 것으로 시작하여 최초로 콜롬비아의 코카인 카르텔들과 연합을 한 멕시코 갱 두목이었다. 그는 파블로 에스코바르가 이끄는 메데인 카르텔의 교섭대표가 되기도 하였는데, 이는 가야르도가 이미 콜롬비아 마약 밀수단과 협업을 하는데 필요한 하부 조직을 완비하고 있었기에 가능한 일이었다.
당시에는 멕시코에는 다른 카르텔이 존재하지 않았다. 가야르도는 멕시코 마약 밀수업자들의 우두머리였다. 그는 모든 작업을 관장하였다. 단지 그와 그의 패거리와 그들이 매수한 정치인들만이 존재하였다. 그러나 1985년 조직의 공동 창시자인 라파엘 카로 퀸테로가 DEA요원 엔리케 카마레나의 살해 용의로 체포, 유죄 판결을 받으면서 직격탄을 맞게 되었다. 이후 가야르도는 조용히 지내다가 1987년에 과달라하라로 가족과 함께 이주하였다. 피터 데일 스캇에 따르면 과달라하라 카르텔은 CIA 이자 연방안전국의 수장이었던 미겔 나사르 아로의 비호 덕택에 번영할 수 있었다고 한다.
가야르도는 그가 관장하던 사업을 세분화하였고 이는 보다 더 효율적이면서 당국의 단속을 피하기가 용이하였기 때문이다. 어떤 의미에서 가야르도는 DEA에 상대적으로 잘 알려져 있지 않은 인물들을 두목으로 삼고 음성화하면서 그의 사업을 사유화하고 있었다고 할 수도 있다. 가야르도는 아카플코의 리조트에 멕시코의 선두 마약업자들을 불러 모아 영역을 지정해주기도 했다.
티후아나 루트는 아레야노 펠릭스 형제에게, 후아레스 시 루트는 카리요 푸엔테스 가문에게, 소노라는 미겔 카로 킨테로에게, 타마울리파스의 마타모로스 경로는 후안 가르시아 아브레고에게 할당되었다. 호아킨 구스만 로에라와 이스마엘 삼바다 가르시아는 태평양 연안의 사업을 맡게되고 이는 추후에 시날로아 카르텔로 발전하게 된다. 구스만과 삼바다는 노장 엑토르 루이스 팔마 살라사르를 다시 현업으로 끌어들인다. 가야르도는 중요한 유대관계를 유지하고 있었기에 여전히 전국적인 사업을 감독하였으나 사업의 세부 영역까지는 더 이상 관리하지 않게 되었다.
가야르도는 1989년 4월 8일에 검거되었다.

## 주요 카르텔

### 시날로아 카르텔
2003년 3월 걸프 카르텔의 리더인 오시엘 카르데나스가 체포되자 시날로아 카르텔은 그동안 열망해오던 남서부 텍사스 유통로를 차지하기 위해 경쟁에 뛰어들었다. 2006년 태평양 연안주인 시날로아에 근거를 둔 여러 조직들이 합의한 결과로 "페더레이션"이 만들어졌다. 카르텔의 수장은 호아낀 "엘 차포" 구스만이었는데, 그는 멕시코 제1의 수배범이며 포브스 매거진은 세계에서 1,140번째의 부자(순자산 10억 불 추정)이며 55번째로 권능이 있는 사람으로 꼽았다. 2010년 2월에는 로스 세타스와 벨트란-레이바 카르텔에 대항하기 위한 새로운 동맹이 형성되었다.
북부 후아레스 시와 그 근방의 마약 밀수 유통로를 놓고 후아레스 카르텔과 오랜 시간 전쟁을 별여온 시날로아 카르텔은 결국 승리하게 되었지만 이미 양측은 약 5천에서 만 2천의 사망자를 낸 이후였다. 이 기간 시날로아 카르텔은 로스 멕시클스(los mexicles), 아르티스타스 아세시노스(artistas asesinos), 그리고 헨테 누에바(gente nueva) 등과 같은 갱단들을 동원하여 후아레스를 공격하였고, 후아레스 카르텔 역시 라 리네아(la linea)나 아스테카(azteca) 등의 갱들을 끌어들였다.
2010년 5월, 멕시코와 미국의 많은 언론들은 시날로아 카르텔이 이미 멕시코 연방정부와 군부에 침투하였으며 이를 이용하여 다른 조직들을 궤멸하려고 하고 있다고 발표했다. 꼴리마(colima), 소노라(sonora), 밀레니오( milenio) 등은 현재 시날로아 카르텔의 하위 조직이다.

### 로스 세타스
1999년에 걸프 카르텔의 지도자 오시엘 카르데나스 기옌은 부패한 전직 군인 31명을 채용하였다. 이들은 과거 공수 특전단 및 특수해병 소속으로, 이후 '로스 세타스'라고 불리는 걸프 카르텔의 사병대가 되었다. 2000년대 초반에 세타스는 걸프 카르텔이 마약 사업을 지배하는 중요 수단이 되었다.
2007년 조직의 리더인 기옌이 체포되자 로스 세타스는 스스로 움직일 기회를 포착하였다. 에리베르토 라스카노의 지휘 아래 300명에 육박하는 조직이 된 세타스는 마약, 무기, 그리고 인신매매 조직을 독립적으로 키워나가기 시작했다. 2008년 로스 세타스는 시날로아 카르텔의 전직 지휘관이었던 벨트란-레이바 형제와 협정을 맺었고 그 이후 그들의 전 소속 카르텔이던 걸프와 라이벌 관계가 되었다.
2010년 초, 로스 세타스는 공식적으로 걸프 카르텔과의 분리를 선언하였고 멕시코 북동부의 마약 유통경로의 지배권을 놓고 유혈 사태를 벌이기 시작하였다. 이 싸움으로 수 천명으로 추측되는 카르텔 조직원 및 조직원으로 생각되는 사람들이 살해당했다. 또한 카르텔 간의 동맹관계 때문에 시날로아를 비롯한 더 많은 카르텔이 이 싸움에 가담하게 되었다.
로스 세타스는 민간인들을 공격하기로 악명이 높은데 이 중 산 페르난도 학살로 불리는 사건에서는 72명의 이주민을 살해한 것으로 알려지고 있다.
로스 세타스는 마약 밀매 뿐만이 아니라 인신매매, 송유관 석유 탈취, 고문, 해적 CD 유통 등의 사업에도 관계하고 있다. 그의 조직은 멕시코에서 중미, 미국, 그리고 유럽에까지도 뻗어 있는 것으로 알려졌다.
2012년 로스세타스의 창단자이자 최고 보스인 에리베르토 라즈카노가 멕시코 해군과 교전중 사망하였다.
2013년 7월 15일, 멕시코 해군은 로스 세타스의 최고 보스인 라스카노의 뒤를 이은 차기 보스 미겔 뜨레비노 모랄레스를 검거하였다.

### 걸프 카르텔
걸프 카르텔(카르텔 델 골포: Cartel del golfo)는 타마울리파스의 마타모로스를 근간으로 하는 조직으로서 최근의 가장 강력한 2대 조직 중 하나이다. 1990년대에는 현재의 로스 세타스를 용병으로 영입하였지만 이후 타마울리파스 주의 여러 국경 근방의 도시들을 놓고 로스 세타스와 혈투를 벌이게 되었다. 결과적으로 이 싸움의 배경이 되었던 도시들은 현재 유령 마을이 되고 말았다.
2011년까지는 수 차례 로스 세타스가 영역을 침범하려는 것을 막아낼 정도로 강력한 조직이었지만 시간이 지남에 따라 내부의 분쟁이 심해져서 결국 멕시코와 미국에서의 수 차례의 검거와 처형으로 세력이 약해졌다. 결국 걸프 카르텔은 분열되었는데 로스 메트로스가 반대파인 로스 로호스를 제압하고 걸프 카르텔의 사업을 접수한 것으로 보인다.
내부의 싸움으로 카르텔의 힘은 약해졌지만 주 활동 구역이나 밀매 경로는 아직 유지하고 있는 것으로 판단된다.
멕시코 연방 정부는 칼데론 집권기에 걸프 카르텔의 많은 리더들을 잡아들였는데, 오시엘 카르데나스 기옌, 그의 동생 안토니오와 마리오, 호르헤 에두아르도 코스티야 산체스 등 핵심 인물이 투옥되었다.

### 라 파밀리아 카르텔
라 파밀리아 미초아카나는 2006년에서 2011년 사이 미초아칸 주에서 활동하던 규모가 큰 마약 밀매 조직이었다. 일찍이 걸프와 로스 세타스와 연합하였고, 이후 독립 조직으로 성장하였다.
2009년에서 2010년 사이 멕시코와 미국 정부의 마약 단속 작업으로 미국에서만 라 파밀리아 카르텔 조직원으로 의심되는 자들이 345명 검거되었으며 2010년 12월 9일에는 카르텔의 창시자 중 한 명인 나사리오 "엘 차요" 모레노 곤살레스가 사망하였다.
이후 나이츠 템플라 카르텔(knights templar cartel)과 호세 데 헤수스 멘데스 바르가스가 이끄는 파벌로 나뉘게 되었고 후자는 라 파밀리아라는 이름을 계승하였다.
멘데스 바르가스의 라 파밀리아는 나이츠 템플라와 싸움을 계속하였지만 2011년 6월 21일 멘데스가 멕시코 정부에 체포되었고, 멕시코 법무장관은 공식적으로 라 파밀리아가 박멸되었음을 알렸다. 그러나 나이츠 템플라 카르텔은 아직도 존재한다.
2010년 2월, 라 파밀리아는 로스 세타스와 벨트란 레이바 카르텔에 맞서 걸프 카르텔과 연합하기도 했다.

### 티후아나 카르텔
티후아나 카르텔은 아레야노 펠릭스 조직으로도 알려져 있으며 한 때 멕시코의 가장 강력한 단체 중 하나였다. 티후아나는 전략적으로도 가장 중요한 유통 경로이며 2009년 내부문제로 약화된 후에도 꾸준히 이 경로로 마약 밀매를 진행하고 있다.
내부 분쟁과 이로 인한 주요 멤버들의 구속 및 사망으로 현재의 티후아나 카르텔은 1990년대에서 2000년 초반에 이르는 번성했던 시기에 멕시코 경찰이 가장 강력하고 폭력적인 카르텔이라고 여기던 때의 규모의 일부만이 남아있다. 아레야노 펠릭스 조직의 주요 멤버들이 체포되고 살해당한 이후 아레야노 형제의 조카인 루이스 페르난도 산체스 아레야노가 이 카르텔을 운영해오고 있다.

### 나이츠 템플라
나이츠 템플라 마약 카르텔(카바예로스 템플라리오스: Caballeros Templarios)은 라 파밀리아 미초아카나의 리더인 나사리오 모레노 곤살레스의 사망 이후에 결성되었다. 엔리케 플란카르테 솔리스와 세르반도 고메스 마르티네스는 라 파밀리아의 후계자인 호세 헤수스 멘데스 바르가스와 뜻을 달리하였고 이에 나이츠 템플라를 만들게 되었다.
나이츠 템플라가 결성되고 그 해 봄과 여름에 걸쳐 라 파밀리아와 상당한 규모의 폭력전이 잇따랐다. 나이츠 템플라는 차차 세력을 키워 2011년 말 경에는 호세 데 헤수스의 체포 이후 멕시코와 미국의 라 파밀리아 세력을 장악하였다. 2011년 라 파밀리아 잔당의 소탕과 로스 세타스의 영향력을 견제하기 위하여 시날로아와 연합한 것으로 보인다.

### 벨뜨란-레이바 카르텔
마르코스 아르투로, 카를로스, 알프레도, 그리고 엑토르 벨트란 레이바의 4형제가 조직한 마약 범죄 카르텔이다. 2004 ~ 2005년, 아르투로 벨트란은 멕시코 북동부 지역의 마약 운송로를 차지하기 위한 다툼에서 시날로아를 위해 운영한 강력한 암살조직을 이끌었다.
이 조직은 뇌물과 협박으로 멕시코 정치, 법조계와 경찰기구에 침투하여 마약 진압작전에 대한 중요 정보를 빼내었고 심지어는 멕시코의 인터폴에도 잠입하였다.
2009년 13월에 카르텔의 리더인 아르투로가 멕시코 해병대에게 살해당하자 카르텔 내부에서는 엑토르 벨트란 레이바와 아르투로의 최고 수하였던 에드가르 발데스 비야레알과의 세력 다툼이 발생한다. 동시에 카르텔은 내부 분열로 사우스 퍼시픽 카르텔, 라 마노 콘 오호스, 아카플코 독립 카르텔, 그리고 라 바레도라 등의 소규모 집단으로 나뉘게 되고 후자 2개 조직은 다시 상위 카르텔 내부 분열에 개입하게 되었다.
멕시코 연방 경찰은 이 카르텔이 완전히 와해된 것으로 여기고 있으며 마지막 지도자였던 엑토르는 더 이상 활동 징후가 없는 도망자 신세에 있는 것으로 알려지고 있다. 미국은 엑토르에게 5백만 불의 현상금을 걸었으며 멕시코 정부는 210만 불의 현상금을 건 상태이다.

### 후아레스 카르텔
후아레스 카르텔은 멕시코로부터 미국에 유입되는 양이 연간 수십억 불에 달하는 중요한 불법 마약 유통로를 장악하고 있었다. 2007년 이래로 후아레스 카르텔은 후아레스 시의 장악을 놓고 이 전의 파트너였던 시날로아와 심각한 싸움을 치러왔다.
라 리네아는 후아레스 카르텔의 무장 조직으로 일하고 있는 후아레스와 치와와주의 부패 경찰과 마약 밀매원들의 조직이다.
2011년 이래 후아레스 카르텔은 점점 세력을 잃어가고 있지만 여전히 텍사스의 엘 파소로 통하는 3군데의 중요 거점에서 영향력을 보여주고 있다. 그러나 10년 전의 세력에 비하면 거의 존재감이 없는 상황이며 후아레스에서 시날로아에 대항해 싸울 능력이 없어져서 2011년에는 후아레스의 사망률이 많이 줄어들었다.
2013년 9월, 멕시코 당국은 리더로 추정되는 알베르토 카리요 푸엔테스(일명 어글리 베티)를 검거하였다.

### 카르텔 선전전(프로파간다)
카르텔들은 라이벌들과 관리 지역 주민에게 선전전, 심리전을 펼쳐 영향력을 행사하려고 하기도 한다. 현수막이나 나르코만타 등을 사용해 협박을 가한다(반대파 조직을 살해하고 그 자리에 경고 문구가 새겨진 현수막을 걸어 놓는 등). 어떤 카르텔은 팜플렛이나 전단지 등을 이용하기도 하며, 기자나 블로거, 카르텔에 반대하는 사람을 협박하여 정보 환경을 장악하기도 한다. 젊은이를 카르텔에 가입시키기 위한 채용 전략에도 공을 들이고 있다.
그들은 "나르코(마약 범죄 관련)"라는 접두사를 멕시코 문화 전반에 걸쳐 각인시켰다. 음악, TV 쇼, 문학, 음료, 음식, 건축양식 등이 이미 "나르코"의 이름을 달고 있다(이는 카르텔 두목을 미화하거나 그의 행태를 찬양하는 내용의 음악이나 문화를 만들어 낸다는 얘기다.).

### 총기류 밀수
멕시코는 헌법상 총기 소유가 합법이지만 사실 합법적으로 총기를 구매하는 것은 매우 힘들다. 멕시코로 반입되는 총기류의 상당수가 미국 총기상으로부터 오는 것인데 주로 미국-멕시코 국경을 통한 밀수에 의한 것이다. 수류탄이나 로켓 발사기는 대부분 과테말라 국경을 통해 들어오거나 멕시코 경찰이나 부대에서 강탈한 것이다.
카르텔이 사용하는 대부분의 권총이나 돌격 소총은 미국에서 들어온다. 결과적으로 암시장 총기류는 쉽게 취득할 수 있다. 제일 흔한 밀수 총기류로는 AR-15나 AK-47과 소총류와 FN 5-7 반자동 권총 등이다. 2009년 멕시코 정부는 4400정의 소총을 압수하였다. 유탄 발사기가 멕시코 치안부대를 상대로 사용되었으며 M203 유탄 발사기가 장착된 M4 카빈도 압수되었다. 일부 고화력 총기류는 미군 부대에서 훔친 것이라는 소리도 있다.

#### 총기의 원산지
많은 보고서는 멕시코로 밀반입되는 총기류의 대다수는 미국의 총기 거래상으로부터 온다고 주장한다. 2009년 GAO 보고서에서 87%의 멕시코 밀수 총기류가 미국에서 들어왔다는 주장이 있었으나, 미 국토안전부는 이 수치가 잘못된 것이라고 반박하였다. 2004~2008년 동안 압수한 약 3만 정의 총기류 중 7,200여 정만이 미국산으로 보이며 이 중에서 4,000여 정이 기록에 나와 있고, 여기서 87%정도가 미국에서 밀수된 것이라는 것이다.
총기류 밀수를 막기 위해서 미국 정부는 멕시코에 기술, 장비, 훈련을 원조하고 있다. 프로젝트 건러너는 그러한 노력 중에 하나인데, 이는 미국에서 제조되었거나 합법적으로 수입된 총기류를 추적하기 위한 것이다.
ATF(알콜/담배/화기 단속국)의 부국장 윌리엄 후버는 2008년 2월 멕시코로 운송되다 회수, 단속된 총기류의 90% 이상이 미국 내의 다양한 출처에서 나온 것이라고 국회에서 증언하였다. 그러나 국토안전부는 이 수치에 동의하지 않았으며 이는 멕시코로 밀반입되는 수량의 일부분에 해당할 뿐이라고 주장하였다. 카르텔이 사용하는 화기의 원산지가 미국산뿐만인 것은 아니지만 ATF는 상당한 수의 화기가 미국 내의 출처에서 나온 것은 분명한 사실이라고 주장하고 있다.

#### 프로젝트 건러너
ATF의 프로젝트 건러너는 멕시코 카르텔이 사업의 도구로 총기를 사용하는 것을 막기 위해 미국으로부터 멕시코의 총기의 판매와 수출을 막자는 공식 계획이었다. 그러나 2011년 2월, ATF가 구매 대행을 허락하여 멕시코로 총기가 유입되는 문제로 비판을 받는 스캔들이 터져 문제가 되었다. 프로젝트 건러너 하에 통해 판매된 총기들 중 몇 정은 아리조나 범죄 현장과 멕시코 전역의 범죄 현장에서 회수되었고 이는 많은 논란을 야기하였다.

### 진압작전

#### 미초아칸 작전
마약 전쟁이 시작되기 휠씬 이전부터 카르텔 간의 폭력은 있어 왔지만 1990년대와 2000년대 초반까지 정부는 소극적인 자세로 일관해 왔다. 그러나 이는 새 대통령 펠리페 칼데론이 취임하고 6500명의 연방군을 미초아칸 주에 투입하여 카르텔 간의 폭력사태를 종결시키고자 하였으며, 이가 바로 미초아칸 작전이다. 조직범죄에 대한 첫 번째 주요 작전이며, 이를 기점으로 정부와 마약 카르텔 간의 전쟁이 시작되었다고 보는 것이 보편적인 견해이다. 시간이 지나면서 칼데론은 그의 반 마약 정책을 강화시켜 나갔으며 주, 연방 경찰 외에도 4만5천의 군인들이 파견되었다. 2010년, 칼데론 대통령은 카르텔이 정권을 교체하려 하고, 무력으로 독점하며, 자신만의 법을 만들려고 하고 있다고 비난했다.
2010년까지 멕시코 군은 카르텔과 조직범죄에 관련된 11,544명을 체포하였으며 그 전 해에는 2만 8천명을 마약 관련 혐의로 체포하였다. 그러나 연방 당국의 수치가 보여주듯 마약 압수와 단속의 수치가 감소하고 있어 칼데론의 보안에 대한 의지가 제대로 반영되고 있지 못하다. 마약 전쟁이 시작된 후로 카르텔의 폭력으로 4만 명 이상이 살해당했다. 칼데론 집권기에 멕시코의 살인사건 비율은 엄청난 증가세를 보였다.
칼데론은 카르텔 간의 폭력을 끝내기 위한 정책을 폈지만 결과적으로 본의 아니게 상황을 악화시켰다고 한다. 칼데론은 카르텔과 직접 맞부딪히는 정책을 썼고 이러한 공격적인 단속으로 인하여 카르텔과 정부군은 더 많은 살인과 고문을 행하게 되었다. 이러한 상황 속에서 멕시코 국민은 마약과의 전쟁과 그에 따른 부정적인 상처로 공포와 불안을 계속 가지고 있을 수 밖에 없었다. 카르텔의 리더가 검거되거나 살해되어 자리가 공석이 되면 안팎에서 권력다툼이 일어나게 되고 이는 보다 더 극심한 폭력 사태를 불러 일으키게 되었다.
칼데론의 군대는 조직을 와해시키기 위해 조직의 상위 멤버를 제거하는데 집중했다. 그리고 그에 따른 빈 자리를 차지하기 위한 싸움으로 많은 조직원이 위험에 처하게 되었다. 많은 하위 멤버가 서로 싸우기 시작하면서 더 큰 혼란이 야기되었다. 이 시기를 지나면서 마약 카르텔의 공격적인 성향이 더 심해졌고 영향력도 커졌다.
칼데론은 마약과의 전쟁에서 군대에 심하게 의존하였다. 그러나 단속에 참여하는 장교들의 많은 수가 부패 혐의가 있는 상태에서 대단한 성과를 내기는 힘들었다. 항간에는 카르텔들이 이미 고위 장성들과 관리들에게 영향을 미칠 정도로 군 내부로 침투하였다는 의혹을 가지고 있다. 2006년 마약 전쟁의 시작과 함께 멕시코 인권위원회는 거의 5800건에 달하는 군대에 의해 저질러진 인권유린 사례를 신고 받았고, 2007년부터 90건에 가까운 보고서를 작성했다.
2012년 5월에는 미 국경 지대와 몬테레이 사이의 지역 도로가에서 50여 구의 시체가 발견되었고 이를 조사한 당국은 고위 군 장교 4명을 체포하였다. 이들은 카르텔에서 보수를 받으며 군사 작전을 사전에 유출하였다는 혐의를 받고 있다. 이런 사실들은 군부가 카르텔의 영향으로부터 완전히 자유로워지기 전까지는 칼데론의 군대를 사용한 강경진압 정책이 좋은 결과를 가져다 줄 것이라 기대하기 힘들다는 것을 보여준다.

## 같이 보기
- 멕시코 마약 전쟁 (2011년~2012년)
- 2011년 멕시코 시위
- 블로그 델 나르코(Blog del Narco)
- 메리다 구상(Mérida Initiative)
- 멕시코 마약 전쟁에서 멕시코 해군의 작전(Mexican Naval operations in the Mexican Drug War)
- 멕시코 마약 전쟁의 연대기(Timeline of the Mexican Drug War)

일반 주제:
- 마약 테러(Narcoterrorism)
- 멕시코의 범죄(Crime in Mexico)

## 서적
- Vulliamy, Ed, Amexica: War Along the Borderline, Bodley Head, 2010. ISBN 978-1-84792-128-4
- Grillo, Ioan (2012). 《El Narco: The Bloody Rise of Mexican Drug Cartels》 2판. Bloomsbury Publishing. ISBN 1408824337.
- Gutierrez Aire, Jose, "Blood, Death, Drugs & Sex in Old Mexico," CreateSpace, 2012. ISBN 978-1-4775-9227-4